# Dialetti spagnoli

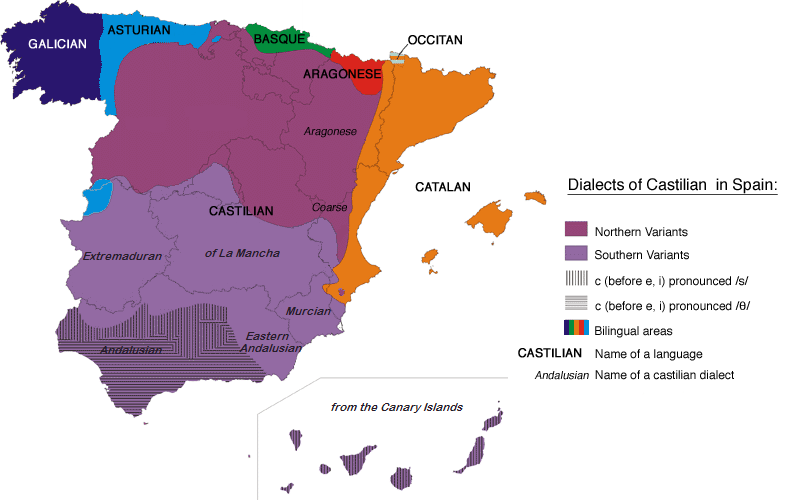
Cartina dei dialetti e delle lingue regionali della Spagna.

I dialetti spagnoli e le loro varietà rappresentano le varianti regionali della lingua spagnola, alcune delle quali sono abbastanza divergenti le une dalle altre, specialmente nella pronuncia e nel vocabolario, ma meno nella grammatica. Mentre tutti i dialetti spagnoli usano la stessa scrittura standard, tutte le varietà parlate differiscono da quelle scritte, in diverso grado. Tra lo spagnolo europeo (chiamato anche spagnolo peninsulare) e lo spagnolo delle Americhe esiste un divario, così come in molte diverse zone dialettali della Spagna e dell'America Latina. Il termine "dialetto" non può essere applicato alle altre lingue parlate nella penisola Iberica, come il catalano, il portoghese, il galiziano o il basco.
Le differenze prevalenti tra i dialetti dello spagnolo comprendono la distinzione tra /θ/ e /s/ o la loro mancanza. Il mantenimento della distinzione, conosciuta nello spagnolo come distinción è caratteristico dello spagnolo parlato nella Spagna settentrionale e centrale. La maggioranza dei dialetti dell'America Latina e della Spagna meridionale non fa questa distinzione, dato che ha fuso i due suoni in /s/, caratteristica questa chiamata seseo nell'ambito della dialettologia ispanica. Le varietà seseanti pronunceranno le parole casa e caza ("caccia") omofonicamente, dal momento che i dialetti che praticano la distinción le pronunceranno in modo diverso (rispettivamente come [kasa] e [kaθa]). In alcune parti dell'Andalusia, i due suoni sono fusi, ma in [θ], nei dialetti cosiddetti del ceceo.
Un'altra differenza dialettale estesa riguarda l'esistenza, o mancanza, di una distinzione tra la laterale palatale (scritta ll) e la fricativa palatale sonora (scritta y). Nella maggior parte dei dialetti, i due suoni sono fusi insieme in un unico suono (un processo noto come yeísmo), benché la realizzazione che ne risulta vari da dialetto a dialetto. Questa fusione si ha nelle parole come calló ("azzittì") e cayó ("abbatté") in quanto la pronuncia è la stessa, mentre resta distinta nei dialetti non sottoposti a questa fusione.
Un'altra particolarità associata a molte varietà, come quelle esistenti in metà della Spagna meridionale, nel caraibico e nella maggior parte del Sud America, è l'indebolimento (in [h]) o perdita della consonante /s/, in finale di sillaba (debuccalizzazione della /s/). Questa caratteristica, chiamata "aspirazione delle esse" (in spagnolo aspiración de las eses), viene associata in alcune regioni ad altri mutamenti fonetici, come l'apertura della vocale precedente o la modificazione della consonante seguente.
Un aspetto particolare dello spagnolo messicano è la riduzione o perdita delle vocali atone, principalmente quando sono in contatto con il suono /s/. Può succedere che le parole pesos, pesas e peces, siano pronunciate allo stesso modo come ['pesə̥s].
Una caratteristica grammaticale notevole che varia tra i dialetti è l'uso dei pronomi della 2ª persona. Nella maggior parte della Spagna, l'informale pronome plurale di seconda persona è vosotros, non usato nell'America Latina, dove l'unico pronome plurale di seconda persona è ustedes, il quale concorda con il verbo plurale della terza persona. Per il pronome familiare della seconda persona singolare, alcuni dialetti usano tú, mentre altri vos (un fenomeno noto come voseo), oppure usano sia tú che vos.
Ci sono diversi significanti nel vocabolario tra le varietà regionali dello spagnolo, in particolare nell'ambito di prodotti cibari, oggetti quotidiani e vestiario, e molte varietà latino-americane mostrano un'influenza considerevole delle lingue native americane.

## Pronuncia

### Distinzione vs. seseo/ceceo
In Spagna si può grosso modo distinguere, in termini sociolinguistici, tra il dialetto settentrionale (castigliano) e quelli andalusi dello spagnolo castigliano, anche se in termini puramente linguistici si dovrebbe in più considerare almeno un terzo dialetto, per la zona di debuccalizzazione della s tra Madrid e l'Andalusia. I primi spagnoli ad insediarsi nelle Americhe, in massima parte andalusi, portarono un po' dei loro regionalismi. Oggi si trovano accenti distinti nelle diverse nazioni delle Americhe. Tipico dello spagnolo americano è il seseo. Il fonema spagnolo peninsulare /θ/ come quello in ciento ("cento"), caza ("caccia") – fricativa interdentale sorda, come il th inglese in thin – non esiste nello spagnolo americano (tranne in alcuni regioni andine del Perù dove c'è la /θ/ in parole come doce, trece); invece il fonema si fonde con la /s/ e le precedenti parole esemplificative (ciento e caza) sono, nello spagnolo americano, omofoni di siento ("io sento") e casa ("casa"). In America Latina, poiché alcune parole diventerebbero omofone, dando adito a una certa confusione nella pronuncia di z o c davanti a e o i e di s, si preferisce utilizzare invece i sinonimi o parole leggermente diverse. Così, poiché parole come per es. caza ("caccia") e casa ("casa") diventano omofoni, come succede per cocer ("cuocere") e coser ("cucire"), in America Latina si usa di solito al loro posto cacería ("battuta di caccia, cacciagione") e cocinar (che significa "cucinare" in altri dialetti).

### Varianti di /s/ e debuccalizzazione della coda /s/
La maggior parte della caratteristiche delle varianti spagnole è la pronuncia della s. Nella Spagna settentrionale e centrale, e in Antioquia (Colombia), insieme ad alcuni altri dialetti isolati (per es. nell'entroterra peruviano, boliviano), essa è apico-alveolare; nella Spagna meridionale e nella maggior parte dell'America Latina, la sua pronuncia è lamino-alveolare o dentale.
In gran parte dell'America Latina (tranne Messico, altopiano guatemalteco, Costa Rica, Venezuela andino, Quito e altopiano ecuadoriano, altopiano boliviano, e Bogotà) e in metà della Spagna meridionale, la s in finale di sillaba viene pronunciata aspirata (una fricativa glottale sorda, /h/, vale a dire debuccalizzata), oppure non pronunciata affatto in alcune varianti del linguaggio corrente. Per esempio, la frase Todos los cisnes son blancos ("tutti i cigni sono bianchi"), può essere pronunciata [toðɔh lɔh sihnɛh sɔm blankɔh], oppure [toðɔ lɔ sinɛ sɔm blankɔ]. Nell'Andalusia orientale e nella regione di Murcia, la distinzione tra sillabe con la s adesso-silente e quelle originariamente senza s si è conservata nella pronuncia di sillabe terminanti in s con vocali aperte (vale a dire, il contrasto tra sillaba aperta e chiusa è stato risolto in un contrasto vocalico "molle/teso"); questo fenomeno coinvolge in genere le vocali 'a', 'e' e 'o', ma in alcune zone anche 'i' e 'u' hanno un gruppo doppio di fonemi.

### Pronuncia di 'j'
La 'j' (e 'g' davanti a 'e' ed 'i') veniva di solito usata come consonante fricativa post-alveolare sonora /ʒ/, e infine fusa con la "x" /ʃ/, fino al XV secolo. Quando i primi coloni spagnoli arrivarono nelle Americhe, questa consonante iniziò a mutare il suo luogo di articolazione: da post-alveolare a palatale [ç] a [x] velare, come il tedesco 'ch' in Bach. Nei dialetti spagnoli meridionali, e in quelli americani fortemente influenzati dai dialetti meridionali (spagnolo caraibico), la /ʃ/ non evolve nella fricativa velare [x], ma in suono glottale più lieve, [h], come l''h' inglese in hope. La [h] glottidale è oggi la pronuncia standard per la 'j' nei dialetti caraibici (cubano, dominicano e portoricano) così come nel Venezuela. I dialetti sia costieri che quelli dell'entroterra dello spagnolo colombiano mostrano la [h] per 'j'. Nel resto delle Americhe, è prevalente la fricativa velare [x]. Nella maggior parte di Argentina (Rioplatense) e Cile, la [x] diventa la [ç] più anteriore  (come il tedesco 'ch' in ich) quando precede le vocali palatali [i, e]: gente, jinete ['çente], [çi'nete]. In Spagna, la  [h] glottidale è comune nelle Canarie e nell'Andalusia occidentale; nel resto della nazione, la [x] si alterna al suono uvulare indurito [χ] talvolta accompagnato da vibrazione uvulare.

### La '-n' in finale di parola
Nello spagnolo europeo standard e in molti dialetti latino-americani (argentino standard o rioplatense, colombiano e messicano), la -n in finale di parola è alveolare come la /n/ inglese in pen. In molti altri dialetti spagnoli, la -n è un suono velare nasale ŋ, come '-ng' inglese in long. In questi dialetti, la -n forma parole come pan o bien, il cui suono, ai parlanti inglesi, somiglia a pang e bieng. La velar -n è comune in molte parti della Spagna (Galizia, León, Asturie, Murcia, Extremadura e Andalusia). Nelle Americhe, la velar -n è prevalente in tutti i dialetti caraibici, centro-americani, zone costiere della Colombia, Venezuela, molta parte dell'Ecuador, Perù e Cile settentrionale. La perdita della -n finale seguita da una forte nasalizzazione della vocale precedente non è infrequente in tutti quei dialetti dove esiste la -n velare. In molta parte dell'Ecuador, Perù, Venezuela (tranne la regione andina) e nello spagnolo dominicano, ogni /n/ o /m/ pre-consonantica è realizzata come [ŋ]; perciò, una parola come per es. ambientación è pronunciata [aŋbjeŋta'sjoŋ].

### Suoni della 'R'
La   singola /ɾ/ spagnola, come dopo la 'tt' 'inglese americana in better, corrispondente alla  'r' intervocalica (para) e  'r' preconsonantica (verdad), di solito non subisce nessun significativo mutamento nei dialetti standard dello spagnolo. Contrariamente alla singola /r/, la cosiddetta erre vibrante multipla (r fortemente vibrante), corrispondente alla  'rr' intervocalica (perro) o  'r-' iniziale (rata), mostra diverse articolazioni nelle nazioni di lingua spagnola. Di solito, tutti gli standard nazionali considerano la  rr vibrante come il suono prestigioso o esatto per questa consonante. In molti dialetti spagnoli, tuttavia, la 'rr' non è "molto vibrante" e di solito prende un'articolazione fricativa; queste varianti di suoni sono un po' simili alla 'r-' inglese prevocalica di rain. I suoni della fricativa 'rr' sono estremamente frequenti nella maggior parte del Centro America (compreso alcune zone rurali del Messico meridionale, ma non in Honduras), entroterra ecuadoriano (compreso lo standard di Quito), entroterra peruviano e altopiani boliviani (ma non nelle pianure della regione di Camba). Molti linguisti hanno spiegato i suoni 'rr' fricativi o postalveolari in queste nazioni come il risultato dovuto all'influenza delle lingue native americane. Il fatto che tutte queste regioni andine, citate sopra, abbiano una popolazione nativa-spagnola molto importante concorda con la teoria affermata precedentemente. Tuttavia, altri ricercatori hanno messo in evidenza che la  'rr' fricativa nelle Americhe non possa essere un'innovazione autonoma, ma una pronuncia originata in alcuni dialetti spagnoli settentrionali e dunque esportata nelle Americhe. È un dato di fatto che i dialetti spagnoli parlati nella regione basca, Navarra, la Rioja e Aragona settentrionale (regioni che ampiamente contribuirono alla colonizzazione ispano-americana) mostrino la fricativa o variante postalveolare di 'rr' (in special modo per il suono 'rr' iniziale, come in Roma o rey). Un'altra variante significativa per 'rr' è quella trovata in molti parlanti portoricani e in misura minore in alcune regioni dominicane e cubane. Per questi parlanti caraibici la vibrante alveolare diventa totalmente o parzialmente posteriore o velare; questo significa che la 'rr' può essere o glottalizzata diventando [hrr] (una  [h] lieve seguita da una vibrante sorda) o, in parlanti progrediti, specialmente portoricani, la vibrante alveolare diventa la vibrante uvulare sorda [χ] o la velare [x]. Questa [χ] realizzata per rr può dare l'errata impressione che i portoricani pronuncino la 'rr' come 'j', cosa che non accade mai, poiché la  'j' portoricana è una [h] glottidale dolce, in quanto la 'rr' ha sempre un suono uvulare o velare forte.

### Pronuncia di 'x'
In Spagna, la pronuncia della lettera x nel discorso colloquiale si attenua e può sopprimere la componente iniziale k terminando proprio come la loro apico-alveolare (/s̺/), specialmente davanti a suono consonantico. Nell'America Latina viene pronunciata come ks, con una regolare lamino-alveolare o dentale s, ma quando il suono seguente è s (scritto s o c), viene assimilata, talché si ha kss > ks. Questa fusione di due suoni adiacenti s si verifica anche nel gruppo scritto sc, che nell'America Latina viene pronunciato semplicemente s; mentre nella Spagna questo gruppo non si fonde perché in esso non vi sono due s adiacenti, ma la /s̺/ apico-alveolare seguita dalla  /θ/ interdentale. Per esempio, la parola excelente nella Spagna settentrionale e talvolta in quella centro-meridionale viene pronunciata  [ɛs̺θeˈlɛnte], ma per il resto [ɛkseˈlɛnte]. Così "ascensión" è pronunciata in alcune parti della Spagna come [as̺θɛnˈs̺jɔn], in altre come [aθɛnˈs̺jɔn], mentre nell'America Latina semplicemente [asɛnˈsjɔn].
Molte varianti dello spagnolo sono inoltre caratterizzate da una pronuncia altamente rilassata, che tende all'aspirazione o elisione di molte consonanti implosive, non solo della s finale. Generalmente, nella maggior parte dei dialetti ispanici, tranne nel discorso formale, questo non è relazionato alla elisione di k nella pronuncia di x. Tuttavia, s viene rafforzato a causa della sua realizzazione tonica dentale, in alcuni tipi di fenomeno assimilativo. Qualcosa di simile accade con altri gruppi sibilanti, come -sc-, -sz- o -xc- nelle zone di seseo. Perciò parole come examen ("esame") o próximo ("vicino", "prossimo") sono pronunciate rispettivamente [esˈsamen] e [ˈprossimo], e parole come descenso o excelencia nelle aree di seseo diventano [desˈsenso] o [ɛsseˈlɛnsja]. A causa di questa tendenza, non è insolito trovare esempi similari di assimilazione e rafforzamento di s anche in casi dove in una singola parola vengono aggiunte due lettere s per mezzo della prefissazione, producendo un'unica s nello spagnolo standard e nella parlata settentrionale o in quella latino-americana: per esempio in digámoselo ("diciamoglielo"), formato dalla forma verbale digamos e dai pronomi clitici se e lo, una pronuncia tipicamente andalusa sarebbe [diˈɣamosselo]; o in desaborido ("insipido" o "noioso", "pessimistico"), dal prefisso de- (equivalente a "non-") più aggettivo saborido ("saporito"), una pronuncia andalusa sarebbe [(d)essaβoˈrido].
Un'eccezione è la pronuncia della x in parole come México, che originariamente usavano il valore fonetico della x dello spagnolo medievale, rappresentato dalla fricativa postalveolare sorda /ʃ/, la quale evolve nella fricativa velare sorda /x/ durante il XVI secolo. Sebbene il nome sia scritto tuttora México, la x suona simile al fonema /x/. Questo succede inoltre per altri toponimi, come Texas e Oaxaca e in nomi propri e cognomi come Xavier e Ximénez.
Un piccolo numero di parole nello spagnolo messicano conservano la pronuncia storica del suono /ʃ/, per es. Mexica.

### Ladino
Il giudeo-spagnolo, popolarmente conosciuto come ladino, è un caso singolare, dovuto al fatto che i suoi parlanti vennero ad essere espulsi dalla Spagna nel XV secolo, i quali conservarono le loro antiche sibilanti, dove /z/ e /s/ sono rispettivamente distribuite per semplice s intervocalica sonora e sorda, iniziale, implosiva, o s intervocalica doppia, per es.: rosa ("rosa") che diventa [ˈroza] e assentarse ("sedersi") che diventa [asenˈtarse]. A causa di un fenomeno di seseo arcaico nel ladino, i due tipi di zetas dell'antico spagnolo, la z sonora [dz] e la ç sorda [ts], sono state anch'esse trattate in modo similare. Fazer ("fare") che diventa [faˈzer] invece del medievale [faˈdzer] e plaza ("piazza") che diventa [plasa] invece del medievale [platsa].

### Yeísmo
Tradizionalmente lo spagnolo aveva il fonema /ʎ/, una approssimante palatale laterale, scritta ll. Questo fonema venne a fondersi con /ʝ/, una fricativa palatale sorda, scritta y, nella maggior parte delle Americhe, tranne nelle aree bilingui dove sono parlate le lingue quechua, guaraní e altre indigene che hanno questo suono nei loro inventari lessicali (questo è il caso dell'entroterra peruviano, Bolivia e, in special modo, Paraguay). Si è inoltre perduto in Spagna (anche nelle aree bilingui catalane e basche). Si è conservato nel ladino, e un po' anche in parole cebuane e tagalog di origine spagnola come kordilyera (/koɾdilˈjɛɾa/). Questo fenomeno vien chiamato yeísmo.
Il fonema /ʝ/ può inoltre essere pronunciato in una varietà di modi. Nella maggior parte delle zone dove lo yeísmo è presente, il fonema fuso /ʎ ~ ʝ/ viene pronunciato di fatto come /ʝ/, oppure /j/. Nella zona intorno al Río de la Plata (Argentina, Uruguay), questo fonema viene pronunciato come una fricativa postalveolare, sorda o debolmente sonora (simile a /ʃ/ o /ʒ/). In Messico, il fonema è comune, ma non sempre, pronunciato /ɟʝ/.

### Adozione delle affricate 'tz' e 'tl'
Lo spagnolo messicano e alcuni altri dialetti latino-americani hanno adottato dalle lingue native l'affricata alveolare sorda [t͡s] e l'affricata laterale alveolare sorda [t͡ɬ] rappresentata dai rispettivi digrafi <tz> e <tl>, come nei nomi Atzcapotzalco e Atlantico [aˈt͡ɬantiko]. Lo spagnolo classico non possiede queste affricate.

### Gruppi di varianti
In senso lato, la pronuncia spagnola americana può essere raggruppata in cinque gruppi di varianti.
- Il primo gruppo, il caraibico, è parlato a Cuba, Repubblica Dominicana, Puerto Rico, Panama, Colombia caraibica, molta parte del Venezuela, e le zone caraibiche di Nicaragua e Messico.
- Il secondo gruppo è il Pacifico sudamericano, che comprende Perù, Cile e Guayaquil, in Ecuador.
- Il terzo è l'americano centrale, parlato a El Salvador, Honduras e Nicaragua.
- Il quarto è la variante argentino-uruguaiano-paraguaiano, il quale probabilmente comprende Bolivia orientale (Santa Cruz, Beni, Pando).
- Il quinto (che probabilmente non è un gruppo, ma un insieme di luoghi che resiste ai mutamenti della pronuncia del suono s in finale di sillaba), è stato chiamato spagnolo americano dell'altopiano, ed è parlato in Messico, Guatemala, Costa Rica, Colombia andina, Venezuela andino, Quito, Sierra peruviana e Bolivia (tranne a Santa Cruz, Beni e Pando).[6]

## Vocabolario
Diverse parlate regionali dello spagnolo variano anche in termini di vocabolario, il quale comprende sia parole esistenti unicamente in alcune varietà (specialmente prestiti da lingue indigene americane), che parole utilizzate in modo differente nelle diverse aree. Tra le parole prese in prestito dalle lingue indigene ci sono molti nomi di cibo, piante e animali, vestiario e oggetti domestici, come le seguenti voci del vocabolario spagnolo messicano prese in prestito dal nahuatl.
| Parola   | Traduzione in italiano        |
| -------- | ----------------------------- |
| camote   | patata dolce                  |
| pipián   | umido                         |
| chapulín | cavalletta                    |
| nopal    | cactus                        |
| huipil   | blusa                         |
| metate   | molatrice, mortaio e pestello |

Oltre ai prestiti lessicali, ci sono un certo numero di parole che hanno sviluppato sensi distinti nei diversi dialetti regionali. Vale a dire, per alcune parole esiste un significato diverso in alcune varietà dello spagnolo, o in aggiunta al significato standard o in sostituzione di esso.
| Parola    | Significato standard                    | Significato regionale                                             |
| --------- | --------------------------------------- | ----------------------------------------------------------------- |
| almacén   | magazzino, grande magazzino             | drogheria (spagnolo andino e rioplatense)                         |
| colectivo | collettivo                              | taxi collettivo, minibus (spagnolo argentino, boliviano e cileno) |
| cuadra    | stabile, porcile                        | isolato cittadino (spagnolo latino-americano)                     |
| chaqueta  | giacca                                  | (volgare) masturbazione maschile (spagnolo americano centrale)    |
| coger     | prendere, afferrare, iniziare a sentire | (volgare) fare sesso (spagnolo latino-americano)                  |
| concha    | conchiglia, tartaruga (materiale)       | (volgare) vagina, vulva (spagnolo andino e rioplatense)           |
| peloteo   | palleggio (nel tennis), scaldarsi       | servilismo, adulazione (spagnolo peninsulare)                     |

## Grammatica

### Seconda persona singolare
La maggior parte dei dialetti spagnoli hanno due pronomi singolari di seconda persona, uno per l'uso informale e l'altro per quello formale. Nella maggior parte dei dialetti, il pronome informale è tú, proveniente direttamente dal latino, e il pronome formale usted, considerato di solito come originato da  "vuestra merced", che significa "vostra grazia" o letteralmente "vostra misericordia". In un certo numero di regioni il tú viene ad essere sostituito da un altro pronome, vos, e perciò la coniugazione verbale muta di conseguenza (vedi la sezione specifica sottostante). "Vos" deriva dal latino vos, che era semplicemente il pronome informale di seconda persona plurale.
In ogni caso, vi è un'ampia variazione nell'uso di ogni pronome (formale o informale). In Spagna, tú è informale (per esempio, utilizzato con gli amici), e usted formale (per esempio, usato con le persone più anziane). C'è stata una rilevante tendenza a estendere l'uso di tú anche in situazioni precedentemente riservate a usted.  In molte nazioni, tuttavia, il formale usted viene anche usato per denotare una relazione personale più stretta (parti dell'America Centrale e, in special modo, in Colombia). Molti colombiani e alcuni cileni, per esempio, impiegano usted non solo quando un bambino si rivolge a un genitore ma, viceversa, anche quando un genitore si rivolge a un figlio. Alcune nazioni, come Cuba e la Repubblica Dominicana, preferiscono l'uso del tú, anche in circostanze molto formali, mentre usted viene usato di rado. Intanto, in altri paesi, l'uso formale piuttosto che informale dei pronomi di seconda persona denota autorevolezza. In Perù, per esempio, gli ufficiali militari anziani useranno tú per parlare ai loro subalterni, mentre gli ufficiali giovani useranno unicamente usted per rivolgersi ai loro superiori.
L'uso del tú informale, specialmente in contesti dove ci si aspetterebbe usted, viene chiamato tuteo. Il verbo corrispondente è tutear (un verbo transitivo, essendo l'oggetto diretto la persona a cui ci si rivolge con il pronome). Tutear viene inoltre utilizzato in quei dialetti dove il pronome informale è vos.
L'uso di vos al posto di tú viene chiamato voseo. Voseo è informale nella maggior parte delle nazioni. In Nicaragua, El Salvador, Honduras, Paraguay, Argentina e Uruguay è la forma standard della seconda persona singolare informale, ed è usato da tutti per rivolgersi ad altri in qualsiasi tipo di contesto, spesso senza tener conto dello status sociale e dell'età, impiegato da scrittori e persone acculturate/eruditi, in televisione, nella pubblicità e anche nelle traduzioni da altre lingue. In Uruguay vos e tú sono usati simultaneamente, benché vos sia molto più comune. In entrambi i casi il verbo è coniugato come vos ("Vos querés / Tú querés", piuttosto che "Vos querés / Tú quieres").
Il nome rioplatense viene dato a un dialetto particolare, parlato nei pressi della foce del Río de la Plata e nel basso corso del fiume Paraná, dove viene usato sempre vos, con le coniugazioni verbali che somigliano a quelle della seconda persona plurale del castigliano. Quest'area comprende la parte più popolosa dell'Argentina (le province di Buenos Aires e Santa Fe) come pure un'importante parte dell'Uruguay, compresa la capitale Montevideo.
In Ecuador, vos è la forma più cospicua in tutta la regione della Sierra, benché coesista con usted e la forma meno usata di tú. In questa regione, Vos è considerato come lo standard non-ufficiale, ma non viene impiegato nel discorso in pubblico, dai media o dalla televisione. A complicare ancor più le cose, la scelta del pronome da usare dipende dalla somiglianza dei partecipanti per quanto concerne l'età e/o lo status sociale. In base a questi fattori, il mittente può valutare la sua uguaglianza, superiorità o inferiorità rispetto al destinatario, e cercare così di fare la scelta appropriata del pronome da impiegare. Gli ecuadoriani degli altopiani usano perciò di solito
- vos in ambito egualitario familiare, o da superiore a inferiore [sia per quanto riguarda lo stato sociale che l'età];
- tú in ambito egualitario non familiare, o da chi è di età superiore ma inferiore di status sociale; e
- usted dagli inferiori, in ambito sia esso o no familiare, o da chi è di status sociale superiore, ma di età inferiore.
Per quanto concerne la più popolosa regione costiera, la forma tú viene utilizzata nella maggior parte delle situazioni, essendo usted riservato soltanto per soggetti non familiari e/o superiori.
Vos può essere udito nella maggior parte del Cile, Bolivia e anche in una piccola parte del Perù, ma in questi luoghi viene tacciato di essere al di sotto dello standard e adatto ad un linguaggio per persone incolte ed ignoranti. Viene inoltre utilizzato come lo standard non ufficiale nella regione di Paisa (Colombia), nello stato di Zulia (Venezuela), in Honduras, El Salvador, Costa Rica, Guatemala e lo stato di Chiapas in Messico.
In Cile, il tú è il pronome preferito in tutti i linguaggi normali e colti. Vos viene utilizzato e pronunciato con un'aspirazione finale al posto di s. Così pronunciato, è in una certa misura sempre derisorio, e l'entità di questo disprezzo dipende dall'inflessione del discorso. In questa forma, viene utilizzato nel linguaggio informale tra amici molto stretti per un'allegra canzonatura (di solito tra uomini), ma anche in questo caso un mutamento nell'inflessione può cambiare il significato di una dichiarazione, rischiando di dare adito a un apprezzamento offensivo.
L'uso del voseo verbale (tú + vos coniugazione del verbo, per es. "tú podís") è comunque abbastanza esteso. Questo rappresenta un tratto distintivo che di solito distingue i cileni.
Un uso simile a voseo è vos con il verbo grammaticalmente nella forma plurale (come se fosse vosotros). Nel periodo spagnolo del Siglo de Oro e nelle opere di quest'epoca, il suo uso familiare appare formale e irriverente.
In Colombia, la scelta della seconda persona singolare varia in base alla località. Nella maggior parte dell'entroterra colombiano (principalmente nella regione andina), usted è il pronome scelto per tutte le situazioni, anche nel colloquio tra amici o in famiglia, ma nelle grandi città (principalmente Bogotà), l'uso di tú sta diventando più accettabile nelle situazioni informali, specialmente tra interlocutori giovani di sesso opposto e tra le ragazze. In Valle del Cauca (Cali), Antioquia (Medellín) e la costa del Pacifico, i pronomi usati sono vos/usted. Sulla costa caraibica (principalmente Barranquilla e Cartagena), il tú viene utilizzato praticamente in tutte le situazioni informali ma anche molte volte formali, mentre usted viene riservato massimamente in contesti più che altro informali. Una peculiarità si verifica nel Boyacá e tra gli antichi parlanti di Bogotá: usted viene ad essere sostituito da sumercé in situazioni formali (è relativamente facile individuare un boyacense dall'uso che egli fa di questo pronome). Sumercé deriva da su merced ("vostra grazia").
In alcune parti della Spagna, cinquanta anni fa, un bambino non avrebbe usato tú, ma usted per rivolgersi a un genitore, cosa che sarebbe oggi davvero insolita. Tra i fattori che contribuiscono alla sostituzione in corso vi sono i nuovi rapporti sociali dei giovani e il livellamento delle differenze sociali. Il rivolgendosi a qualcuno con il pronome usted tenderebbe a farlo sentire più vecchio. Ciò viene inoltre attribuito all'egualitarismo della falange del partito di sinistra. Al contrario, le persone spagnole di sinistra spagnola del XX secolo si sarebbero rivolte ai loro compagni con usted, onde mostrare rispetto e dare dignità al lavoratore.
Joan Corominas spiega che vos era una forma contadina nel castigliano classico, e dato che la maggior parte degli emigranti spagnoli nel Nuovo Mondo appartenevano a questa classe, vos divenne la forma scorretta utilizzata.
Un'altra spiegazione è che in Spagna, sebbene il vos denotasse uno status sociale elevato di coloro a cui veniva indirizzato (monarchi, nobilità, ecc.), queste persone altolocate in effetti non usavano mai fra loro questo pronome, in quanto consideravano che non vi era nessuno al di sopra di loro nella società. Coloro che usavano vos erano gli inferiori (la classe inferiore e i contadini). Le ondate di immigranti spagnoli arrivati a popolare il Nuovo Mondo, appartenevano principalmente proprio alle classi inferiori e contadina. Costoro volevano innalzare il loro basso rango sociale tenuto in Spagna chiedendo di rivolgersi a loro con il vos. Ognuno perciò divenne vos nelle Americhe, e il pronome venne di fatto a trasformarsi in un indicatore di basso stato sociale, non solo per il mittente, ma anche per il destinatario. Viceversa, in Spagna oggi "vos" è ancora considerato un arcaismo molto elevato confinato alla liturgia, e l'uso che ne fanno gli spagnoli nativi viene visto come un deliberato arcaismo.
I parlanti del ladino usano tuttora vos nel suo senso originario, per rivolgersi a persone di rango più elevato nella scala sociale. Il pronome usted non è stato introdotto in questo dialetto spagnolo allorché gli ebrei venivano espulsi dalla Spagna nel 1492, perciò vos viene ancora molto utilizzato nel ladino così come usted nello spagnolo moderno.
Altre forme meno frequenti analoghe a usted sono voacé, bosanzé e boxanxé (usate dai moriscos), vuecencia, v/usía. Queste due ultime forme sono l'abbreviazione rispettivamente di "vuestra excelencia" e "vuestra señoría", forme che ritroviamo nella lingua siciliana e nel dialetto reggino dove abbiamo rispettivamente i termini  voscenza e vossia.  La forma analoga più comune di usted, usata ancora oggi, è vusted, che può essere udita nelle regioni andine del Sud America.

### Seconda persona plurale
Nello spagnolo europeo standard, il plurale di tú è vosotros e il plurale di usted è ustedes. In America Latina vosotros non viene usato, e il plurale sia di  tú che di usted è ustedes. Ciò significa che parlando in un gruppo di amici uno spagnolo userà vosotros e un latino-americano ustedes. Sebbene ustedes sia semanticamente una forma di seconda persona, viene trattato grammaticalmente come una forma plurale di terza persona, perché deriva dal termine vuestras mercedes ("Vostre Grazie [pl.]," sing. vuestra merced).
In Argentina, Colombia, Peru e Cile, agli scolari viene insegnata la flessione di vosotros. Tuttavia, si tratta solo di una mera formalità, dato che raramente si troverebbero a usare vosotros in situazioni della vita reale.
Le sole vestigia di vosotros in America sono boso/bosonan nel papiamento e l'uso di vuestro/a al posto di sus (de ustedes) come possessivo di seconda persona plurale nella regione peruviana di Cusco.
In contesti molto formali, tuttavia, si può ancora trovare la flessione di  vosotros. Un esempio è l'inno nazionale messicano, che contiene tali forme, quali apretad e empapad.
Joan Coromines ipotizza che le forme vos nel caraibico venivano percepite come facenti parte del gergo dello schiavo, e inizialmente piene di disprezzo verso i bianchi e, successivamente, per tutti.
Il plurale del colombiano sumercé è sumercés/susmercedes, da Sus Mercedes ("Vostre Grazie").
In alcune parti dell'Andalusia (i territori intorno al Guadalquivir e all'Andalusia occidentale), viene usato il cosiddetto ustedes-vosotros, in quanto ustedes viene a combinarsi con le forme verbali usate per vosotros.
Nel ladino vosotros è tuttora l'unico pronome di seconda persona plurale, dato che usted non esiste.

### Coniugazione della seconda persona
I mutamenti del pronome portano come conseguenza anche a un cambiamento della seconda persona del verbo. I parlanti che usano vos sostituiscono inoltre le corrispondenti forme verbali con altre forme relazionate alla forma plurale impiegata con vosotros, o senza la dittongazione di quelle forme o senza la s finale. Quando si studiano i verbi irregolari risulta ovvio che le coniugazioni con vos sono relative alle forme di vosotros. Di seguito diamo alcuni esempi (da notare che in ladino -áis viene pronunciato [aʃ], e la s mediana in vosotros è sonorizzata in [z]).
- "Tu parli" (seconda persona singolare, discorso informale)

Spagnolo iberico - tú hablas
Argentina, Paraguay e America Centrale - vos hablás
Uruguay - vos hablás, tú hablás
Cile - tú hablas, tú hablái, vos hablái
Colombia - usted habla, tú hablas, vos hablás
Puerto Rico - tú hablas (pronunciato come nella Spagna meridionale)
Messico - tú hablas, vos hablás (Chiapas soltanto)
Venezuela e spagnolo arcaico formale singolare - vos habláis, tú habláis, vos hablás
Ecuador - tú hablas, vos hablás
Ladino formale - vos avláis
Perù (discorso ufficiale) - tú hablas, usted habla, vos habláis/hablás
- "Voi parlate" (seconda persona plurale, discorso informale)

Spagnolo iberico - vosotros habláis
Spagnolo andaluso occidentale - ustedes habláis
Spagnolo delle Canarie - ustedes hablan
Spagnolo americano - ustedes hablan
Ladino formale e informale - vosotros avláis pronunciato  vozotros avlash
- "che tu perda" (congiuntivo, singolare, informale) - Da notare che perder è un verbo semi-regolare, con alternanza vocalica concordante con la posizione dell'accento.

Spagnolo iberico - que tú pierdas
America Centrale - que vos perdás
Argentina - que vos perdás, que vos pierdas
Paraguay - que vos pierdas
Ecuador - que tú pierdas, que vos perdás, que vos pierdas
Puerto Rico - que tú pierdas
Uruguay - que vos pierdas, que tú pierdas, que vos perdás, que tú perdás
Cile - que tú pierdas, que tú perdái, que vos perdái
Colombia - que usted pierda, que tú pierdas, que vos perdás
Messico - que tú pierdas, que vos perdás
Venezuela e spagnolo arcaico formale singolare: que vos perdáis, que tú perdáis
Ladino formale singolare - que vos pedráis pronunciato pedrásh
- "Che voi perdiate" (congiuntivo, plurale)

Spagnolo iberico - que vosotros perdáis
Spagnolo andaluso occidentale - que vosotros/ustedes perdáis
Spagnolo americano - que ustedes pierdan
Ladino formale e informale - que vosotros pedráis pronunciato ke vozotros pedrásh
- "vieni" (modo imperativo, singolare, discorso informale)

Spagnolo iberico - ven tú
Argentina, Paraguay, Uruguay e America Centrale - vení vos
Ecuador - ven tú, ven vos
Porto Rico, Venezuela - ven tú
Ladino formale singolare - vení/d vos
Cile - ven tú, ven vos
Colombia - venga usted, ven tú, vení vos
Messico - ven tú, vení vos
- "Venite" (modo imperativo, plurale, discorso informale)

Spagnolo iberico - venid vosotros / venir vosotros
Spagnolo andaluso occidentale - vení ustedes
Spagnolo americano - vengan ustedes
Ladino formale e informale - vení/d vosotros
Il termine voseo è inoltre applicato quando viene usato un pronome diverso da vos, ma il verbo immediatamente seguente è tuttavia coniugato conformemente alle norme di vos: perciò "tú subís, tú decís, tú querés" è ancora considerato come voseo.

### Tempi verbali
Lo spagnolo ha due modi di esprimere un'azione finita nel passato: il passato semplice chiamato pretérito indefinido (o pretérito perfecto simple), e il tempo composto detto pasado perfecto (conosciuto anche come pretérito perfecto compuesto):
- Yo he viajado a Estados Unidos. "Ho viaggiato negli Stati Uniti".
- Cuando llegué, la vi. "Quando arrivai, la vidi".

Similmente all'italiano, nello spagnolo castigliano standard, il tempo composto viene preferito nella maggior parte dei casi, quando l'azione descritta è terminata nel momento presente:
- Yo he viajado a Estados Unidos. "Ho viaggiato negli Stati Uniti".
- Cuando he llegado, la he visto. "Quando sono arrivato, l'ho vista".
- ¿Qué ha pasado? "Cosa è successo?"

Tuttavia, in alcune parti della Spagna (Galizia, León, Asturie, Canarie) e in America Latina i parlanti seguono la tendenza opposta usando in molti casi il tempo del passato semplice (passato remoto), anche se l'azione ha luogo in dato tempo vicino al presente:
- Yo viajé a Estados Unidos. "Viaggiai negli Stati Uniti".
- Cuando llegué, la vi. "Quando arrivai, la vidi".
- ¿Qué pasó? "Cosa successe?"

In effetti, in America Latina, il passato composto viene usato di rado, in modo particolare maggiormente quando l'azione è stata terminata di recente, per porre in rilievo la sua immediatezza, similmente al present perfect dell'inglese, ma anche in questi casi prevale il passato semplice:
- ¿Dónde estuviste? "Dove sei stato?" (lett. "dove fosti?")

In questo dialetto, il primo esempio del passato composto dato sopra (yo he viajado...) è grammaticale, sebbene suoni affettato o straniero. Infatti, la maggior parte dei latino-americani percepirebbero gli spagnoli come incolti a causa del loro eccessivo uso del tempo composto. Tuttavia, questa tendenza in Spagna è regionale (massimamente nel dialetto castigliano, sebbene venga usata nello spagnolo standard in Spagna, e perciò spesso sentita nei media), e non è prevalente nel resto della nazione. Sia francesi che italiani tendono ad usare il tempo composto, mentre per lo spagnolo sarebbe più idoneo il passato semplice (remoto). Il secondo esempio (Cuando he llegado), tuttavia, sarebbe considerato grammaticalmente scorretto, a causa della presenza del tempo composto in una proposizione iniziata da cuando ("quando").
In America Latina si potrebbe dire He viajado a España varias veces ("Ho viaggiato in Spagna diverse volte"), per esprimere frequenza o tendenza come in inglese.  Sarebbe completamente errato dire Ayer, he viajado a España ("ieri, ho viaggiato in Spagna"), poiché si tratta di un passato definito sottolineato dalla parola ieri.  In Spagna, la gente usa "haber + verbo" per esprimere cose fatte nel passato, quando il periodo di tempo considerato non è terminato, come he comprado un coche este año, "ho comprato un'auto quest'anno". Un latino-americano correggerebbe la frase dicendo Compré un coche este año, ovvero "comprai un'auto quest'anno".
Ecco alcuni esempi sul modo in cui i due passati sono usati nella maggior parte della Spagna:
- "Hoy he cantado" / "Esta mañana he cantado" / "Ayer canté" / "Anoche canté"
- "Este mes he cantado" / "El mes pasado canté"
- "Este siglo he cantado" / "El siglo pasado canté"

## Evoluzione
L'ispanista svedese Bertil Malmberg ritiene che vi sia nell'evoluzione dello spagnolo la tendenza a privilegiare sillabe che terminano per vocale. Nelle varianti come quella dei gauchos argentini, meno soggetti allo standard, ciò conduce a un indebolimento delle consonanti finali come /l/, /r/ o /s/. La realizzazione della /s/ in finale di sillaba, come un  [h] appena udibile o semplicemente silente, è ben evidente in molti dialetti, compresi quelli argentini. Nella varietà castigliana, questa tendenza non esisteva nel passato, ma è apparsa di recente a causa dell'influenza dei dialetti meridionali (Andalusia, Madrid, La Mancha, ecc.).
Tuttavia, Malmberg e altri hanno posto in rilievo che nello spagnolo messicano, sono le vocali che perdono intensità, mentre le consonanti sono pronunciate per intero. È stato inoltre sottolineato che lo spagnolo messicano stia tendendo verso una regolarizzazione dell'accento con conseguente riduzione vocalica, e che ciò sia verosimilmente causato dall'influenza geograficamente vicina dell'inglese degli Stati Uniti e dei forti legami economici e socio-culturali tra le due nazioni. Altre teorie associano la riduzione vocalica in Messico a un substrato nativo americano, infatti la riduzione vocalica non è sconosciuta lungo la regione andina (altopiano colombiano, Bolivia, Perù), dove forte era l'influenza delle lingue native americane sullo spagnolo.

## Comprensione reciproca
I diversi dialetti e accenti, contrariamente a quanto avveniva coi dialetti italiani o tedeschi,  non ostacolano fortemente la comprensione reciproca tra persone colte. I basiletti sono più divergenti. Per esempio, i primi film sonori venivano doppiati in un'unica versione per l'intero mercato di lingua spagnola. Attualmente, le produzioni non-ispaniche (di solito hollywoodiane) sono doppiate separatamente in ognuno dei maggiori accenti, ma le produzioni di un'altra nazione di lingua spagnola non sono mai doppiate. La popolarità delle telenovelas e la musica rende familiari ai parlanti anche altre varietà dello spagnolo.
La prescrizione e una tradizione letteraria comune culturale, tra altri fattori, hanno contribuito alla formazione di un registro definito vagamente che possiamo chiamare spagnolo standard (o "spagnolo neutrale"), il quale è la forma preferita in situazioni formali, ed è considerato indispensabile nella scrittura accademica e letteraria, nei media, ecc. Questo standard tende ad ignorare la grammatica locale, le peculiarità fonetiche e lessicali, e trae fuori alcune caratteristiche insolite dal canone comunemente conosciuto, conservando (per esempio) alcuni tempi verbali considerati "pedanti" o arcaici in altri dialetti.

### Altri dialetti
- Giudeo-spagnolo, noto anche come ladino, la lingua degli ebrei sefarditi

### Cants e argots
- Bron
- Caló (spagnolo romaní)
- Caló chicano dei cicani
- Cheli di Madrid
- Gacería di Cantalejo, Spagna
- Germanía di criminali del Siglo de Oro spagnolo
- Lunfardo di spagnolo Portegno.

### Misto ad altre lingue
- Lingue creole dello spagnolo
- Lingua annobonese della provincia di Annobón e Bioko, Guinea Equatoriale
- Belgranodeutsch di Buenos Aires
- Castrapo di Galizia
- Chabacano delle Filippine
- Cocoliche di Buenos Aires.
- Frespañol di contatto franco-spagnolo.
- Llanito di Gibilterra
- Palenquero della Colombia.
- Papiamento di Aruba, Curaçao e Bonaire.
- Pichinglis di Bioko, Guinea Equatoriale
- Portuñol della frontiera brasiliana
- Spanglish degli Stati Uniti d'America

### Altro
- Storia della lingua spagnola
- Fonologia dello spagnolo
- Silbo gomero